# Salinero (caballo)
Salinero o IPS Salinero (también conocido como Keltec Salinero o Gestión Salinero) (Alemania, 6 de mayo de 1994 - Países Bajos, 6 de diciembre de 2022) fue un caballo de adiestramiento montado por la amazona oriunda de Holanda Anky van Grunsven. Salinero fue al principio entrenado para ser un caballo de salto, y es hermano del renombrado caballo de salto Seven Up, pero cuando
Sjef Janssen notó que tenía un potencial para adiestramiento, lo compró y hasta hoy tanto Sjef como Anky lo tienen.

## Competencias
Actualmente, Salinero está retirado.
En 2004, ganaron oro individualmente.
En 2008, ganaron oro individualmente.
Han participado en numerosos Gran Prixes y ganaron el título en Aachen, 2004.
Salinero fue retirado con 16 años, en 2010. Pero, un accidente con IPS Upido, causó que Anky trajera de vuelta a Salinero para los Juegos Olímpicos 2012.
En junio de 2012, Anky y Salinero fueron oficialmente añadidos al equipo Holandés de Adiestramiento Olímpico, junto a Adelide Cornelissen (Parzival) y Edward Gal (Undercover).
Ganando bronce por equipos, Anky y Salinero dieron su último show antes de ser retirado oficialmente de nuevo el 9 de agosto de 2012, ganando 6.º lugar con un puntaje de 82%. Anky se negó a dejar el lado de Salinero hasta que la competencia de ese día no estuviera completa.

## Retiro y curiosidades
Con 18 años, Salinero fue retirado al campo de Anky Van Grunsven.
-Salinero es un caballo extremadamente sensible y durante sus primeras competencias se ponía muy tenso y nervioso. Aun así, al pasar de los años se fue relajando y obteniendo cada vez mejores resultados.
-Luego de cada competencia y entrenamiento, Anky premiaba a Salinero con plátano.

## Pedrigree
Salinero es un Hannoveriano castrado.
Hijo del semental Salieri y la yegua Luna, sus abuelos son Salvano y Lungau respectivamente.